# Шарошпатак (замак)
Замак Шарошпатак (мађ. Sárospataki vár) је средњовековни замак, најважнији споменик града Шарошпатака.

## Историја замка
Овај замак, изграђен у 13. веку, смештен је у северном делу винородне регије Токај, дуж обала реке Бедрог, поред данашње границе са Словачком. Мађарски богаташ Петер Перењи потпуно га је обновио и направио од њега лускузну ренесансну резиденцију наложивши италијанском архитекти Алесандру да Ведану да надгледа пројекат. Радови су започети 1534. године, а после Петерове смрти завршио их је његов син Габор. Када је 1567. године умро Габор, не оставивши за собом директне наследнике, дворац је дошао у руке Ђерђа Ракоција, који га је 1616. године преуредио у мали, али предиван дворац. Ракоци је украсио дворац и наставио у њему да живи чак и када је 1630. изабран за ердељског кнеза. Кнежевина је само формално била вазал Османског царства и Ракоци је покушао да задржи независност установљавајући крајину између Аустријанаца и Турака. Ференц II Ракоци, рођен 1676, наставио је ту политику против Аустрије, која је на крају 17. века освојила Мађарску и Трансилванију (Ердељ), поразивши Турке. Тражио је помоћ од краља Сунца, а од 1703. до 1711. предводио је противаустријску побуну названу Куручки устанак.
У том периоду, многи непријатељи Аустрије признали су Ракоција као принца регента Мађарске, па је дворац Шарошпатак примио многе стране изасланике који су били акредитовани на том двору. Када су Аустријанци коначно успели да угуше устанак, Ракоци је морао да напусти дворац и оде у азил. Преселио се у Француску и живео у Версају са својим највернијим саборцима који су одбили да га напусте. Његови људи су се придружили снагама Луја 14. и постали инструктори лаке коњице: чувени хусари. Дворац Шарошпатак, напуштен дуги низ година, практично је пропао. У 19. веку, купила га је прво породица Бреценхајм, а затим породица Виндишграц. Био је спасен захваљујући темељном рестаураторском раду.
Дворац гледа на део који се назива “Мађарски Кембриџ” и “Бодрошка Атина” и комбинује архитектуру великих утврђења с карактеристикама мађарских резиденција: шиљате, округле куле, дебеле зидове, лође и дворишта са серлијанским прозорима (према италијанском архитекти Себастијану Серлију). Градња је започета 1534. године, а најстарији део је импресивна грађевина позната као Црвена кула, која се може похвалити стилским елементима готике и позне ренесансе. Горњи спратови западног, северног и јужног крила изграђени су за време Ђерђа Ракоција, ердељског кнеза, и његове жене Сузане Лорантфи. Засвођена лођа која повезује кулу са западним крилом и степениште изграђени су 1646, а тајни балкон датира из 1651. Дворац је пропао пред крај 17. века. После тога је обновљен и поноси се изванредном позноренесансном лођом Лорантфи, Принчевом палатом и библиотеком. Стара црква је изграђена у 14. веку и један је он највеличанственијих примера мађарске готике. Њени зидови су украшени сликама Франца Антона Маулберча, а чувене су и барокне оргуље, као и дрвени олтар. Данас се тамо налази збирка меморабилија повезаних са историјом Ракоција, као и предмети везани за виноградарство и производњу порцелана. У 19. веку породица Бреценхајм је изградила романичко прочеље и уредила енглески парк. Породица Виндишграц је касније у Црвеној кули направила капелу св. Елизабете.

## Занимљивости
На задњој страни новчанице од 500 мађарских форинти из 1998. године налази се слика дворца Шарошпатак.

## Галерија
- Лорантфи крило замка
- Перени крило замка
- Североисточни угао дворца са балконом Суб Роса
- Унутрашњост замка
- Новчаница од 500 форинти са сликом замка(1998)